# Alba Ribas
Alba Ribas (* 5. Januar 1988 in Barcelona, Katalonien) ist eine spanische Schauspielerin. Außerhalb Spaniens ist sie am bekanntesten für ihre Hauptrolle in Die Leiche der Anna Fritz.

## Biografie
Alba Ribas wurde am 5. Januar 1988 in Barcelona geboren. Ihr Debüt gab sie 2008 in dem Film Diary of a Nymphomaniac. Anschließend war sie 2011 in dem Film Paranormal Xperience 3D zu sehen. Unter anderem trat sie 2012 in Animals auf. 2015 bekam Ribas in dem Film Die Leiche der Anna Fritz die Hauptrolle. Außerdem setzte sie 2016 ihre Karriere in 100 metros fort. 2020 wurde Ribas für den Film Te Quiero, Imbécil gecastet.

## Filmografie (Auswahl)
- 2008: Diary of a Nymphomaniac
- 2011: Paranormal Xperience 3D
- 2011–2013: El barco (Fernsehserie), 11 Folgen
- 2013: Barcelona, noche de verano
- 2015: Die Leiche der Anna Fritz (El cadáver de Anna Fritz)
- 2016: El ministerio del tiempo (Fernsehserie), 1 Folge
- 2016: 100 metros
- 2016: La que se avecina (Fernsehserie), 1 Folge
- 2016: Cites (Fernsehserie), 3 Folgen
- 2017: Die Telefonistinnen (Las chicas del cable, Netflix-Serie, 2 Folgen)
- 2019: Derecho a soñar (Fernsehserie), 1 Folge
- 2020: Ich liebe dich, Spinner! (Te Quiero, Imbécil)
- 2024: Sag mir, was du willst (Pídeme lo que quieras)